# 이노센트 보이스
《이노센트 보이스》(Voces Inocentes, Innocent Voices)는 푸에르토리코에서 제작된 루이스 만도키 감독의 2004년 드라마, 전쟁 영화이다. 카를로스 파딜라 등이 주연으로 출연하였고 로렌스 벤더 등이 제작에 참여하였다.

## 출연

### 주연
- 카를로스 파딜라
- 레오노어 바레라

### 조연
- 주나 프리머스
- 구스타보 무노즈
- 호세 마리아 야즈픽
- 오펠리아 메디나
- 다니엘 기메네즈 카쵸

## 기타
- 미술: 안토니오 무노-히에로
- 배역: 칼라 훌